# Ternberg
Ternberg ist eine Marktgemeinde mit 3390 Einwohnern (Stand 1. Jänner 2025) in Oberösterreich im Bezirk Steyr-Land.

## Geografie
Ternberg liegt im Traunviertel. Die Ausdehnung beträgt von Nord nach Süd 9,5 km, von West nach Ost 11,7 km. 51,4 % der Fläche sind bewaldet, 39,6 % landwirtschaftlich genutzt.
In Ternberg weitet sich das Ennstal, und die Landschaft geht von einer bergigen in eine hügelige über. Die Entfernung zum nächsten Ballungszentrum, in diesem Fall die Stadt Steyr, beträgt 13 km.
Unweit des Ortes befindet sich das Nixloch, eine nach ihrem weißen Sinter (Nix) benannte Höhle.
Die Orte Trattenbach (Plz: 4453) und Dürnbach (keine eigene Plz) sind Nebenorte, die ebenfalls zu Ternberg gerechnet werden.

### Geologie
Geologisch gesehen ist Ternberg eine Grenzgemeinde, denn sie befindet sich genau an der Trennlinie zwischen rhenodanubischem Flysch und den nördlichen Kalkalpen.
Die rhenodanubische Flyschzone charakterisiert sich durch ihre sanft hügelige, sandstreichende Mittelgebirgslandschaft.
Als Folge der alpinen Gebirgsbildung wurde die Flyschzone im Süden her von den Kalkalpen überfahren und im Norden auf das Helvetikum überschoben.
Die Nördlichen Kalkalpen prägen das Landschaftsbild vor allem im Süden von Ternberg. Die höchste Erhebung ist hier der Schoberstein mit 1278 m, der mit seinem schroffen fünfteiligen Gipfelzug als perfektes Beispiel für Kalkstein dient. An seinem wuchtigen Bergstock schließen Mittelgebirgslandschaften aus sandigen, mergeligen und schiefrigen Gesteinen an.
Die Bildung der Kalkalpen erfolgte in mehreren Teilabschnitten. Beginnend von der ausklingenden Jurazeit bis ins Jungtertiär kam es zur Entstehung verschiedener Gesteinsdecken. Man unterscheidet hier die drei große Deckensysteme der Bajuvarischen-, Tirolerischen- und Juvavischen-Decken.
Ternberg ist namensgebend für einen Teil der Bajuvarischen Decken, die einen mehr oder minder intensiven internen Faltenbau besitzen. Die sogenannte „Ternberger Decke“ charakterisiert sich durch das Vorkommen des Reiflingerkalks sowie des Wettersteinkalkes.
Das dritte bestimmende Element neben Feuer und Erde ist in Ternberg das Wasser. Die Enns, seit jeher Grenzfluss, Transportweg oder landschaftsbildendes Element der Pyhrn-Eisenwurzen Region, ist ein fester Bestandteil des Ternberger Ortsbildes. Im ganzen Ennstal besteht ein verbreiteter Talboden.
Dieser wurde im großen Interglazial durch eine sehr kräftige Tiefenerosion der Enns, die das Tal bis ungefähr auf das heutige Niveau ausschürfte, eingetieft. Während dieser Periode dürfte es im Bereich der Nördlichen Kalkalpen noch zu kleinen Bewegungen gekommen sein, die sich in einem Aufgleiten dieser auf die Flyschzone äußerte. Die Enns legte Schotterterrassen an, die man in Hochterrasse und Niederterrasse unterscheidet. Ab Ternberg kann man eine Dreiteilung der Terrassen in zwei Niederterrassen und eine Hochterrasse feststellen.

### Gemeindegliederung
Das Gemeindegebiet umfasst die Ortschaft Ternberg. Katastralgemeinden sind Bäckengraben, Ternberg und Trattenbach.
Die Gemeinde gehört zum Gerichtsbezirk Steyr.

### Nachbargemeinden
| Aschach an der Steyr   |                                             | Garsten            |
| Steinbach an der Steyr | Kompassrose, die auf Nachbargemeinden zeigt | Laussa, Losenstein |
| Reichraming            | Molln                                       |                    |

## Geschichte

### Ortsgeschichte

#### Römischer Grabsteinfund in Ebenboden

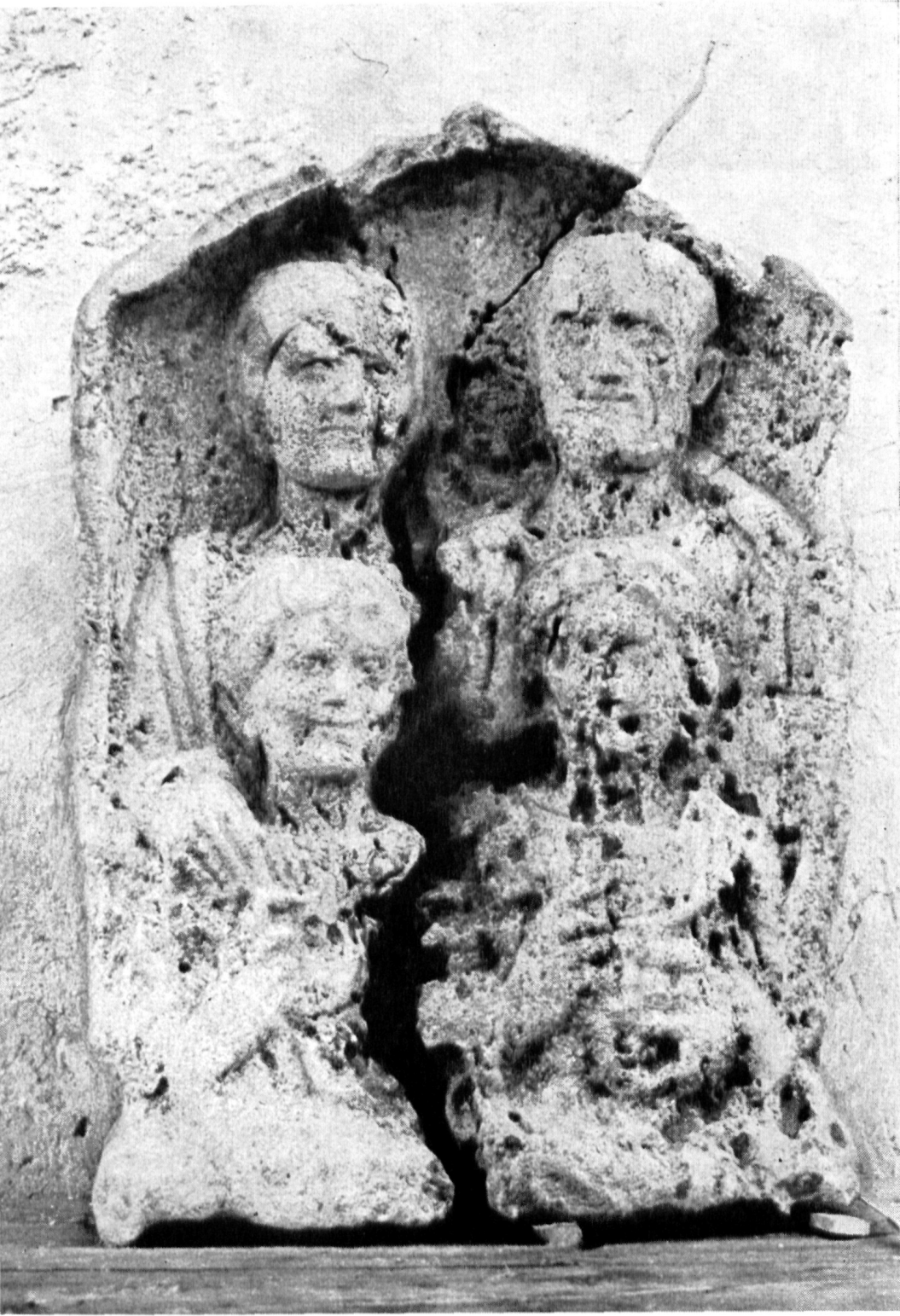
Römischer Familiengrabstein, Fundort Ternberg, Oberösterreich

Im Jahr 1958 wurde in Ebenboden ein römerzeitlicher Familiengrabstein entdeckt, der als bedeutendster Fund gilt. Der Grabstein wurde beim Ackern nahe des Bauernhauses Mayr zu Dambach gefunden. Er besteht aus gelblichem Kalkstein, ist jedoch stark verwittert und beschädigt. Der Grabstein zeigt ein Relief mit vier Personen: oben das Elternpaar und darunter je eine Tochter. Die Frisuren der Frauen auf dem Stein lassen darauf schließen, dass er zwischen 160 und 190 n. Chr. datiert werden kann. Der Stein ist ein Beispiel für hochwertige Handwerkskunst und weist möglicherweise Einflüsse oberitalischer Vorbilder auf. Trotz Nachforschungen an der Fundstelle konnten keine weiteren Fragmente gefunden werden, außer vereinzelten römischen Keramikscherben und Resten einer Pflasterung. Es konnte kein direkter Zusammenhang zwischen dem Stein und der Pflasterung nachgewiesen werden.

#### Römische Münzfunde im Bäckengraben
Vorfahren der Besitzer am Laimergut ließen 1837 den Keller des Bauernhauses, der sich unter der Bauernstube befindet, erweitern. Beim Erdaushub wurden zahlreiche Münzen, teils aus Kupfer, teils aus Silber, gefunden. Das Erdreich wurde jenseits des Weges, über Feld und Garten verteilt. Bei dieser Arbeit wurden weitere Münzen gefunden. Klarheit über die Münzfunde brachten die Forschungen von David Mitterkalkgruber im Jahre 1968. In Gesprächen mit dem damaligen Besitzer Josef Ettlinger erzählte dieser, dass er die Münzfundgeschichte wiederkehrend von seinem Großvater und Vater mitgeteilt bekommen zu haben. Sie machten ihn oft aufmerksam darauf, wo Geld zu finden sei. Der Besitzer selbst fand im Jahr 1924 im Garten drei Silbermünzen, welche er bei den Gesprächen mit Mitterkalkgruber noch in Verwahrung hatte. Die Münzfunde wurden anhand der verwertbaren Inschriften in die späte republikanische Zeit Roms datiert.
Neben den römischen Münzfunden im Bäckgraben wurde auch ein römischer Grabstein in Ebenboden, Ternberg gefunden. Diese Funde lassen auf eine dauerhafte römische Präsenz im Hinterland der Limesbefestigung schließen. Als Begründung für die Präsenz führt Mitterkalkgruber ein wirtschaftliches Interesse aufgrund des Metallreichtums der Provinz Noricum ins Treffen. Ein möglicher Verbindungsweg des römischen Militärlagers Lauriacum mit den steirischen Erzlagerstätten und die damit einhergehende römische Präsenz im Hinterland sowie in Ternberg erscheint als äußerst plausible Annahme. Die genaue Wegstrecke dieser Römerstraße ist bei Wissenschaftlern jedoch umstritten.
Ternberg erfuhr besonders durch die Position am Ennsfluss den Einzug in historische Prozesse. Die Enns erfüllte als Grenzfluss zwischen Ost und West eine bedeutende Aufgabe. Im Jahr 791 zog das fränkische Heer unter Karl dem Großen gegen die Awaren und lagerte am Limes Certus (die Enns war damals vertraglich gesicherte Grenze zwischen Franken und Awaren) um drei Tage lang zu fasten und zu beten. Karl der Große lagerte zwar vermutlich nicht in Ternberg, jedoch waren die Orte an der Enns inkl. Ternberg über Jahrhunderte lang fest in die geo-strategische Bedeutung des Grenzflusses eingebunden.
Ursprünglich im Ostteil des Herzogtums Bayern liegend, gehörte der Ort seit dem 12. Jahrhundert zum Herzogtum Österreich.

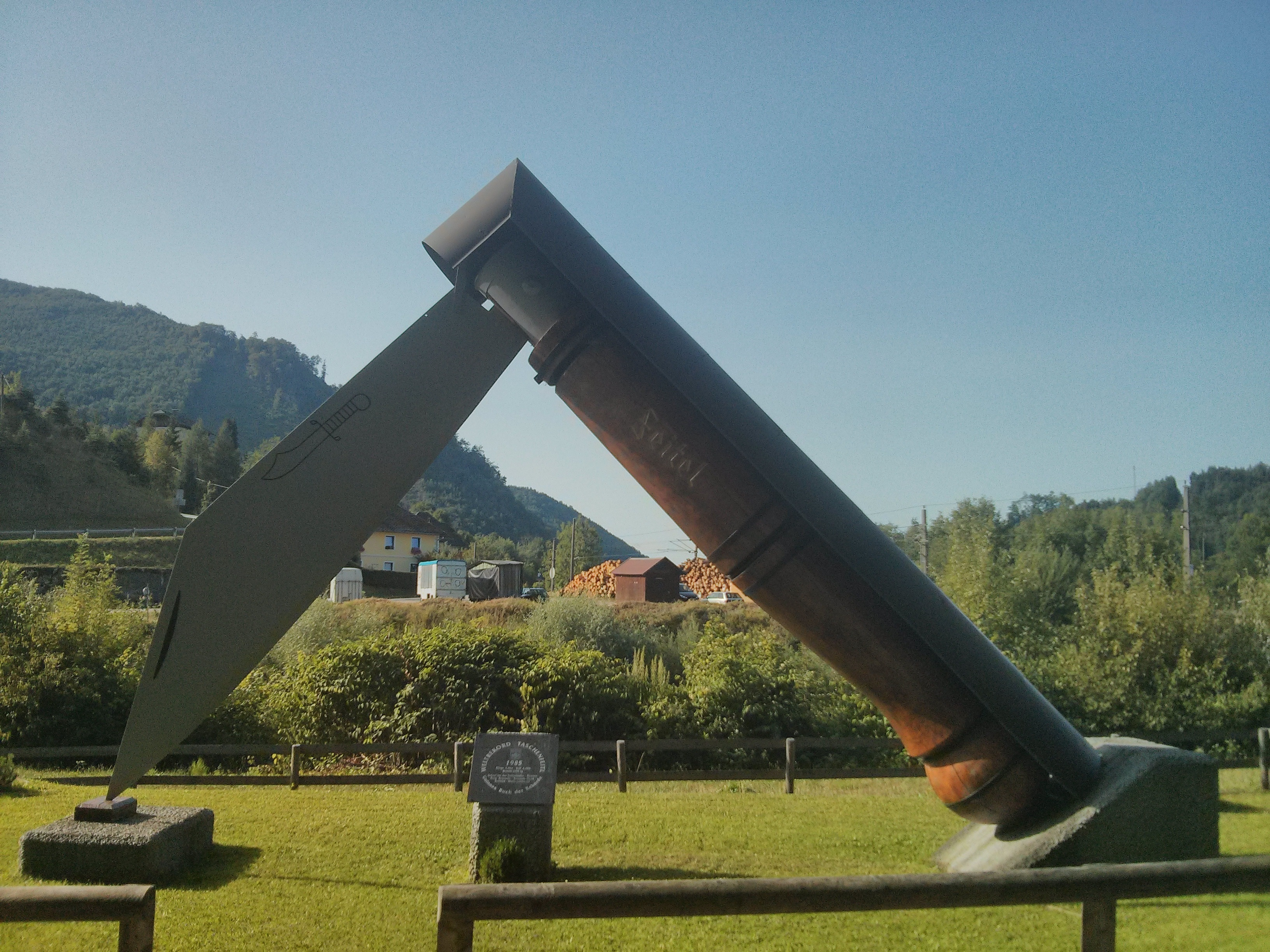
Weltrekordfeitel Trattenbach

Durch die Präsenz der Eisenstraße begünstigt, siedelten sich an den Ufern des Trattenbaches schon sehr früh Messerschmiede an. Bis heute wird dort das „Trattenbacher Taschenfeitel“ erzeugt. Eine sehr große Attraktion stellt der größte Taschenfeitel der Welt dar, der am Eingang des Trattenbachtales aufgestellt ist. Eine Innung der Feitel-Produzenten gibt es seit 1680 (von Kaiser Leopold I. 1682 bestätigt). Bis vor dem Ersten Weltkrieg waren Manufakturen mit wasserkraftgetriebenen Hämmern in Betrieb. Heute kann man auf einer geführten, 1,5 km langen Wanderung im „Museumsdorf Trattenbach“ die historischen Produktionsstätten besichtigen und seinen eigenen Feitel anfertigen. Die Tradition der Feitelerzeugung ist seit 2015 immaterielles UNESCO-Weltkulturerbe.

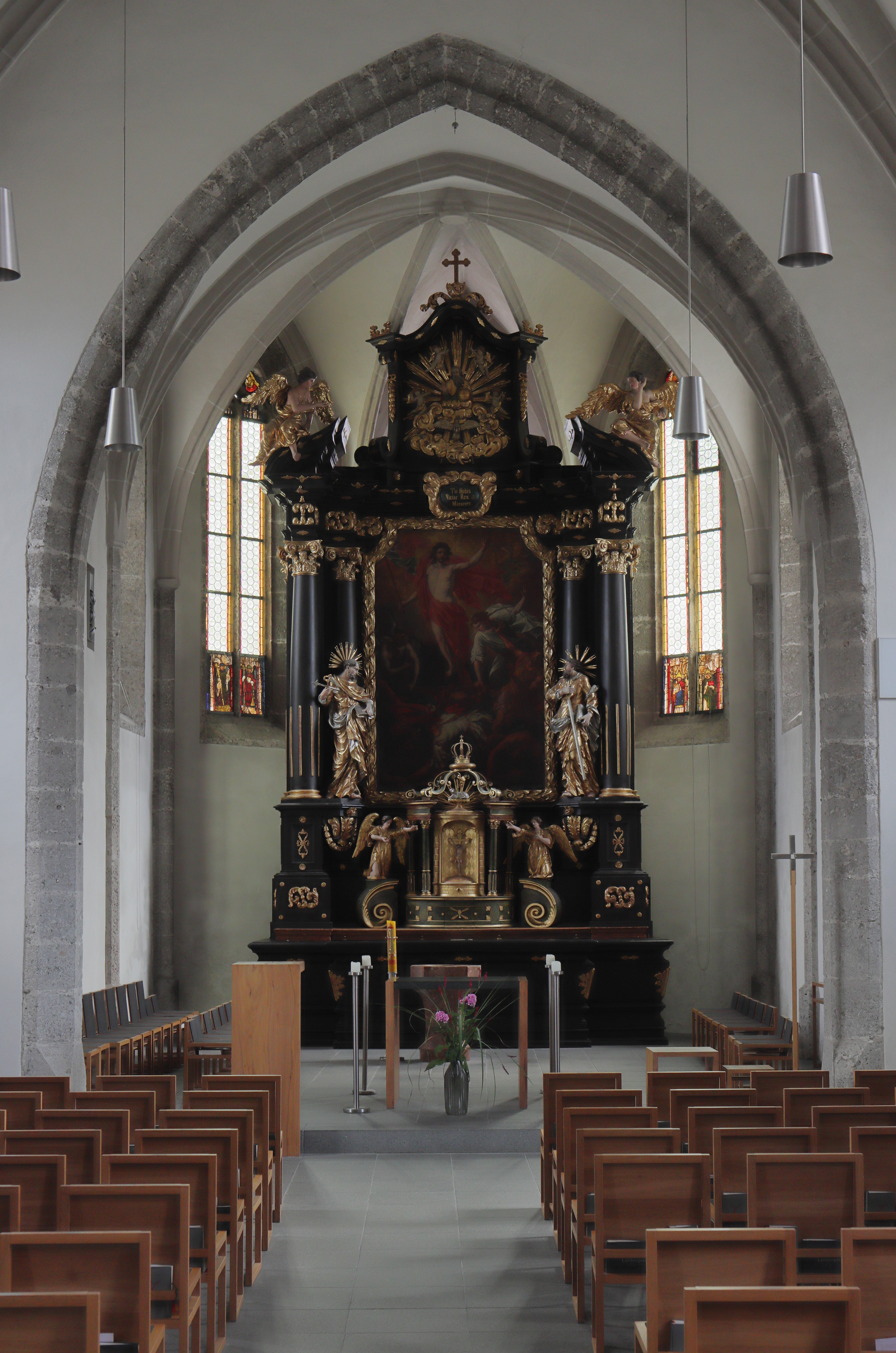
Chor der Pfarrkirche mit Hochaltar und Chorfenstern

Die Kirche Ternbergs wird im 12. Jahrhundert zum ersten Mal urkundlich erwähnt, und zwar als Besitz des Klosters Garsten. Die Errichtung einer Kirche bzw. einer Kapelle erfolgte aber sicherlich schon früher. Als Pfarre wird Ternberg erstmals am Beginn des 14. Jahrhunderts erwähnt – in dieser Zeit aber immer noch zum Kloster Garsten gehörend.
Seit 1490 wird Ternberg dem Fürstentum Österreich ob der Enns zugerechnet.
Reformation, Bauernkriege, Türkeneinfälle sind auch an der Pfarre nicht spurlos vorübergegangen. Plünderungen und Zerstörungen haben auch die Kirche im Laufe der Geschichte immer wieder getroffen.
Erst 1789, während der Regierungszeit des Kaisers Joseph II., der die Aufhebung des Klosters Garsten verfügte, wurde Ternberg eine selbständige Pfarre.
Aus der Zeit der Gotik des 15. Jahrhunderts stammen die zwei Chorfenster mit den wertvollen Glasgemälden. In den Jahren 1688 bis 1690 schuf Marian Rittinger, Laienbruder des Stiftes Garsten, den barocken Hochaltar der Kirche. Das Altarbild, das die Auferstehung Christi darstellt, ist ein Werk des Johann Karl von Reslfeld.
Seit 1918 gehört der Ort zum Bundesland Oberösterreich.
Nach dem Anschluss Österreichs an das Deutsche Reich am 13. März 1938 gehörte der Ort zum Gau Oberdonau. Von 14. Mai 1942 bis 18. September 1944 befand sich ein Außenlager des KZ Mauthausen in Ternberg. Bis zu 400 Häftlinge wurden hier beim Bau des Ennskraftwerkes sowie beim Straßen- und Brückenbau eingesetzt.
Nach 1945 erfolgte die Wiederherstellung Oberösterreichs.

### Einwohnerentwicklung
Die Einwohnerzahl der Gemeinde Ternberg stieg seit der Jahrtausendwende langsam, aber fast stetig an und hat zu Beginn des Jahres 2019 die Marke von 3400 Einwohnern überschritten.

## Kultur und Sehenswürdigkeiten

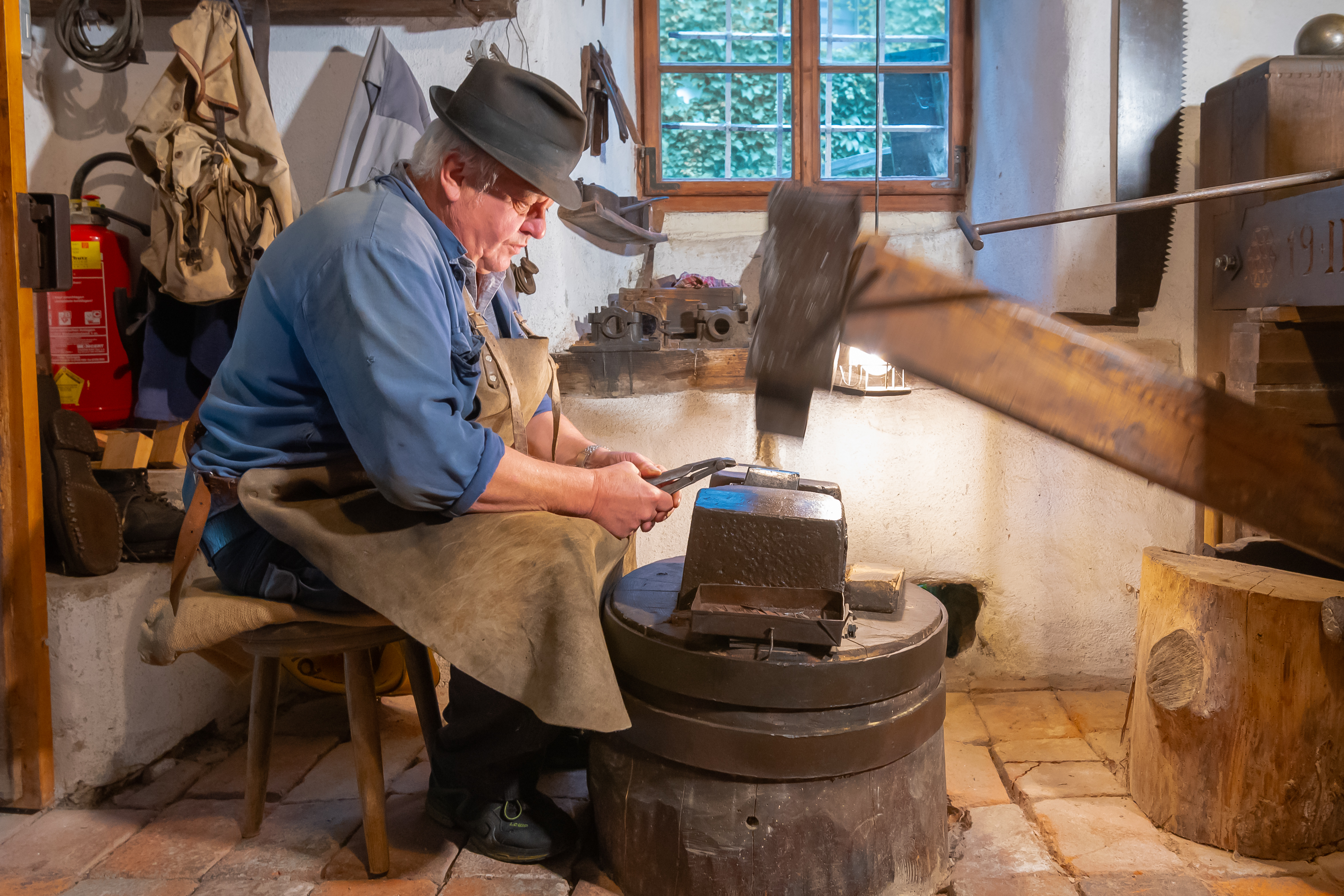
Hammer und Schleiferei zum Kini im Museumsdorf Trattenbach

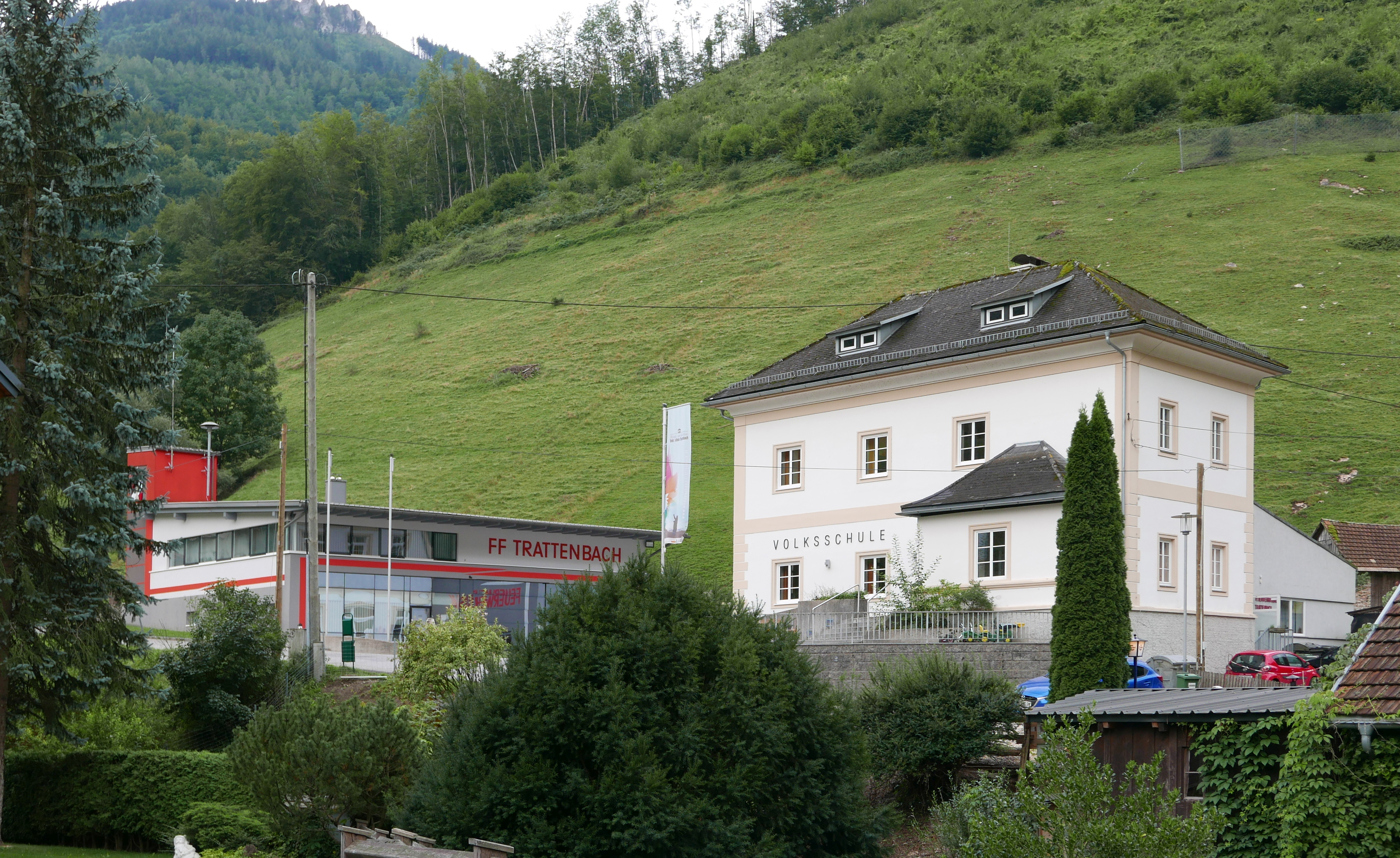
Bildungs- und Kulturhaus in der ehemaligen Volksschule Trattenbach, Gebäude der Freiwilligen Feuerwehr (links)

- Katholische Pfarrkirche Ternberg Hll. Peter und Paul
- Katholische Filialkirche Ternberg-Trattenbach
- Größter Taschenfeitel der Welt
- Trattenbacher Zauckerl – Museumsdorf Trattenbach – Im Tal der Feitelmacher – Schleiferei am König – Museum in der Wegscheid
- Gedenkstätte für die Opfer der Konzentrationslager im Zweiten Weltkrieg in der Pfarrbaracke
- Das Museumsdorf Trattenbach wurde 1998 im Rahmen der Oberösterreichischen Landesausstellung  Land der Hämmer – Heimat Eisenwurzen konzipiert und wird seither vom Kulturverein Heimatpflege Ternberg – Trattenbach unterhalten. Am 22. November 2002 wurde das Museumsdorf mit dem Österreichischen Museumsgütesiegel ausgezeichnet. Das Museumsdorf mit seinen originalen Werkstätten und dem Museum in der Wegscheid ist das zentrale Element zur Veranschaulichung zur traditionellen Herstellung der Taschenfeitel, welche 2015 mit dem Prädikat Immaterielles Kulturerbe der UNESCO ausgezeichnet wurde. In der 1906 erbauten Volksschule Trattenbach, die 2013 stillgelegt wurde, ist ein Bildungs- und Kulturhaus eingerichtet worden, in dem verschiedene Kurse angeboten werden.[11]

Am 8. September 2019 fand in Ternberg des 28. oberösterreichische Ortsbildmesse statt.

## Wirtschaft und Infrastruktur

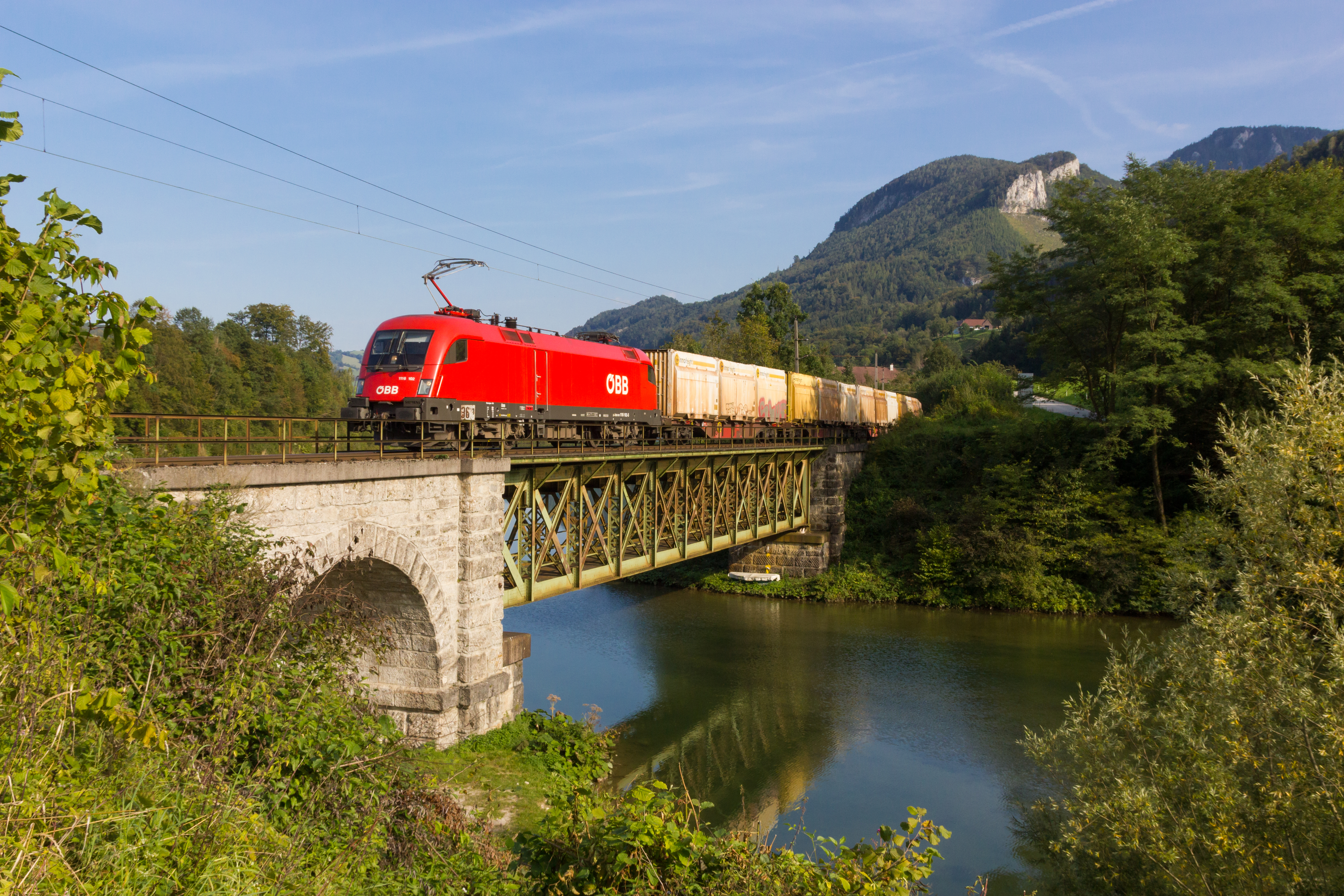
Ein „Rollende Landstraße“-Zug überquert die Mündung des Trattenbachs.

Neben der metallverarbeitenden Industrie sowie der Land- und Forstwirtschaft gibt es in Ternberg eine kleine Anzahl an Sommertouristen (24.743 Übernachtungen jährlich). Außerdem herrscht reger Pendlerverkehr zu den näheren Städten, besonders nach Steyr.

### Verkehr
Der Bahnhof Ternberg liegt an einer Teilstrecke der Rudolfsbahn.

### Bildung
- Volksschule Ternberg
- Neue Mittelschule Ternberg

### Sicherheit
- Freiwillige Feuerwehr Reitnerberg

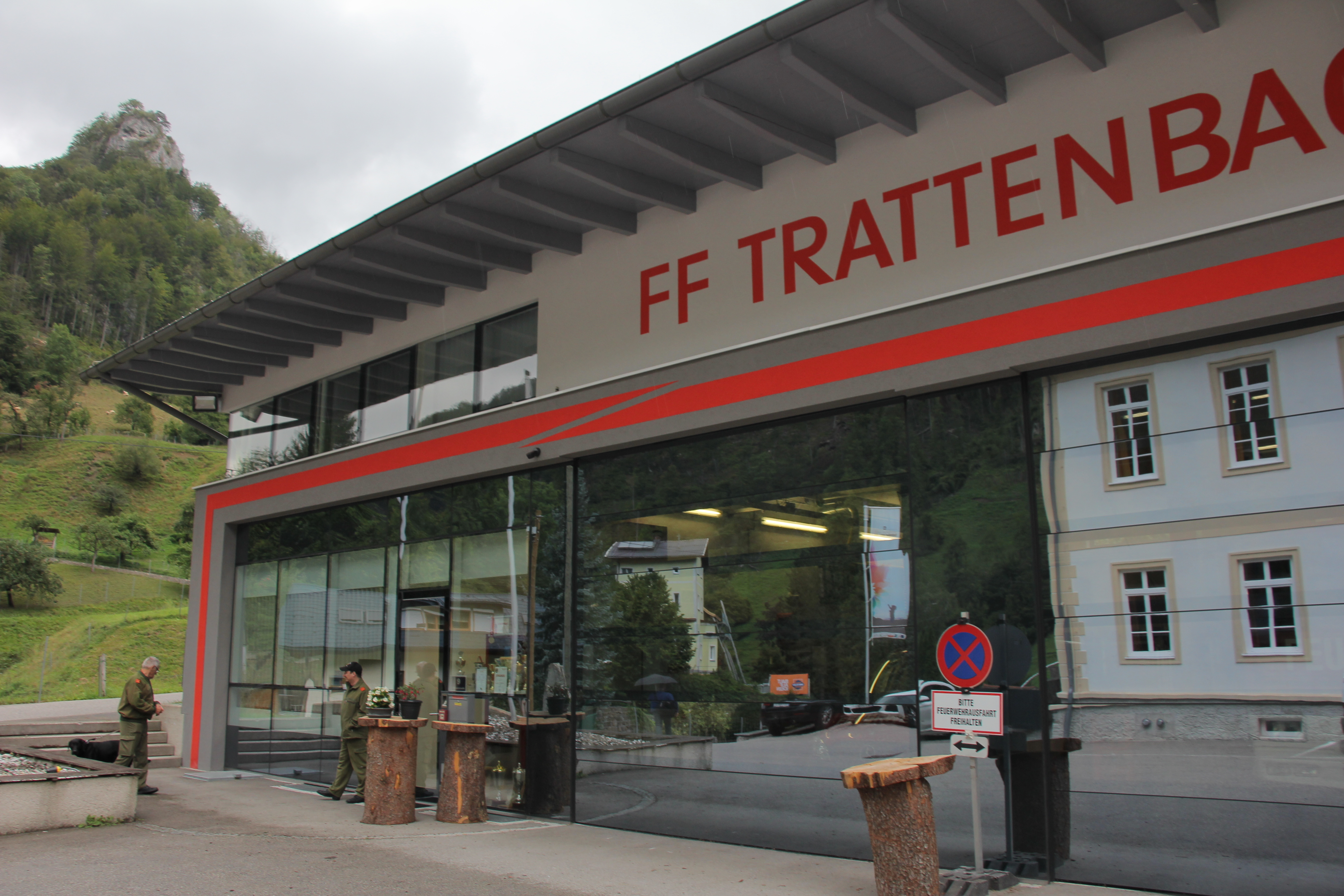
Freiwillige Feuerwehr Trattenbach

- Freiwillige Feuerwehr Schattleiten
- Freiwillige Feuerwehr Schweinsegg-Zehetner
- Freiwillige Feuerwehr Trattenbach
- Freiwillige Feuerwehr Ternberg
- Österreichisches Rotes Kreuz, Ortsstelle Ternberg

### Musik

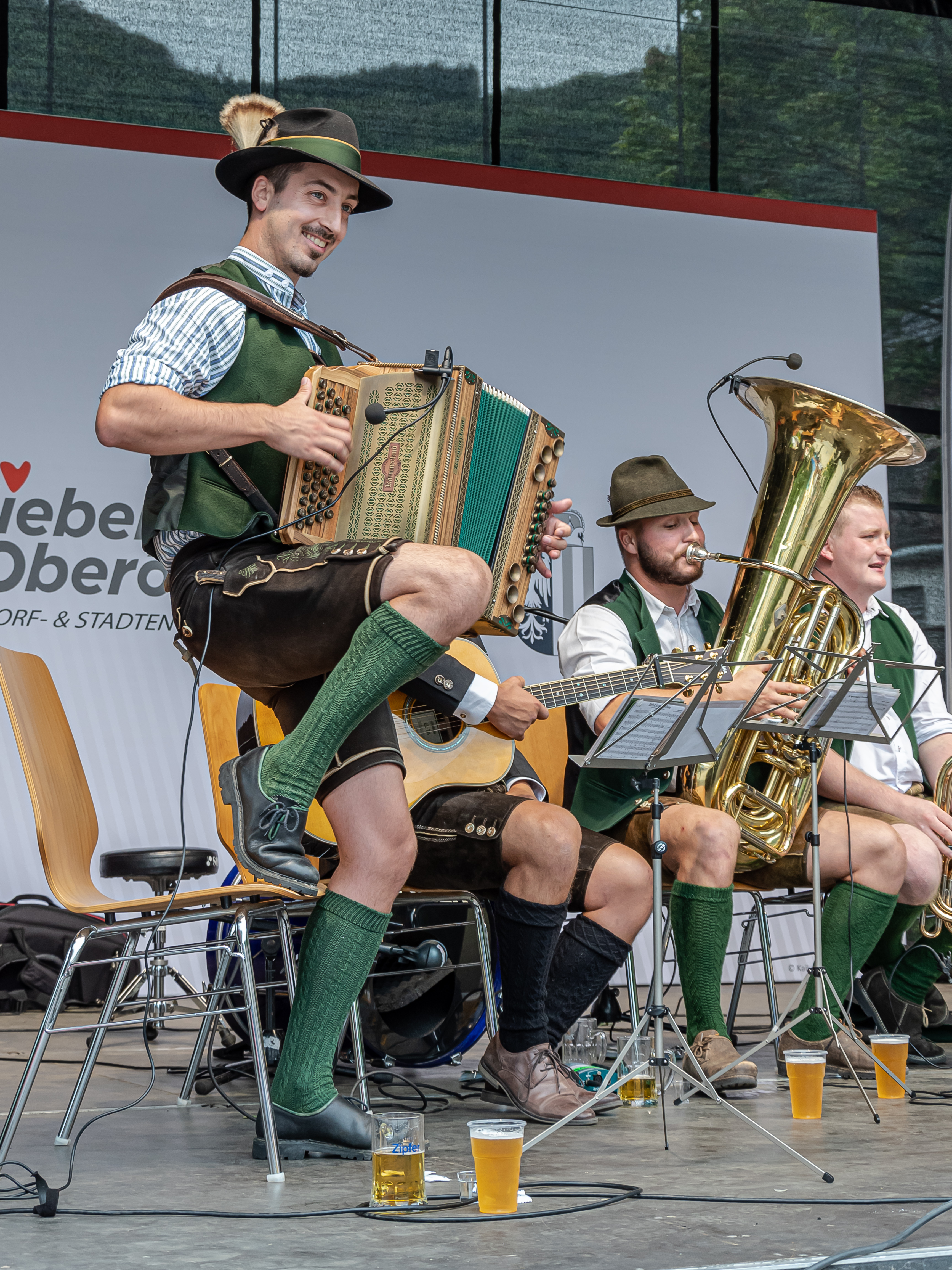
Ternberger Musibuam auf der Ortsbildmesse 2019

- Feuerwehrmusik Trattenbach
- Musikverein Ternberg

### Sport
- RC Ternberg – Reiten
- Union FC Ternberg – Fußball
- TC Ternberg – Tennis
- ÖTB Turnverein Ternberg
- Wintersportverein Trattenbach
- Cumulus Paragleiter Eisenwurzen
- Stocksport Union Ternberg[13]
- Naturfreunde Ternberg-Trattenbach
- Smokin Aces – Pokerverein Ternberg
- First Kubb-Club Austria [14]
- Natursportverein Geoventure[15]

### Regelmäßige Veranstaltungen
- Die Goldene Stimmgabel & die kunterbunte MiniMusicShow am 25. und 26. Oktober
- 1. Mai bis 31. Oktober „Museumsdorf Trattenbach – im Tal der Feitelmacher“
- Ternberger Marktfest (Termin: jährlich am ersten vollen Juli-Wochenende; Samstag und Sonntag)
- Ortsfußballmeisterschaft (Termin: Pfingstwochenende)
- Ortsmeisterschaften im Stockschießen im Winter und Sommer
- Musikball des Musikvereins Ternberg beim GH Mandl in der Faschingszeit
- Dirndlball der Landjugend Ternberg im September

## Politik

### Gemeinderat
Der Gemeinderat hat 25 Mitglieder.

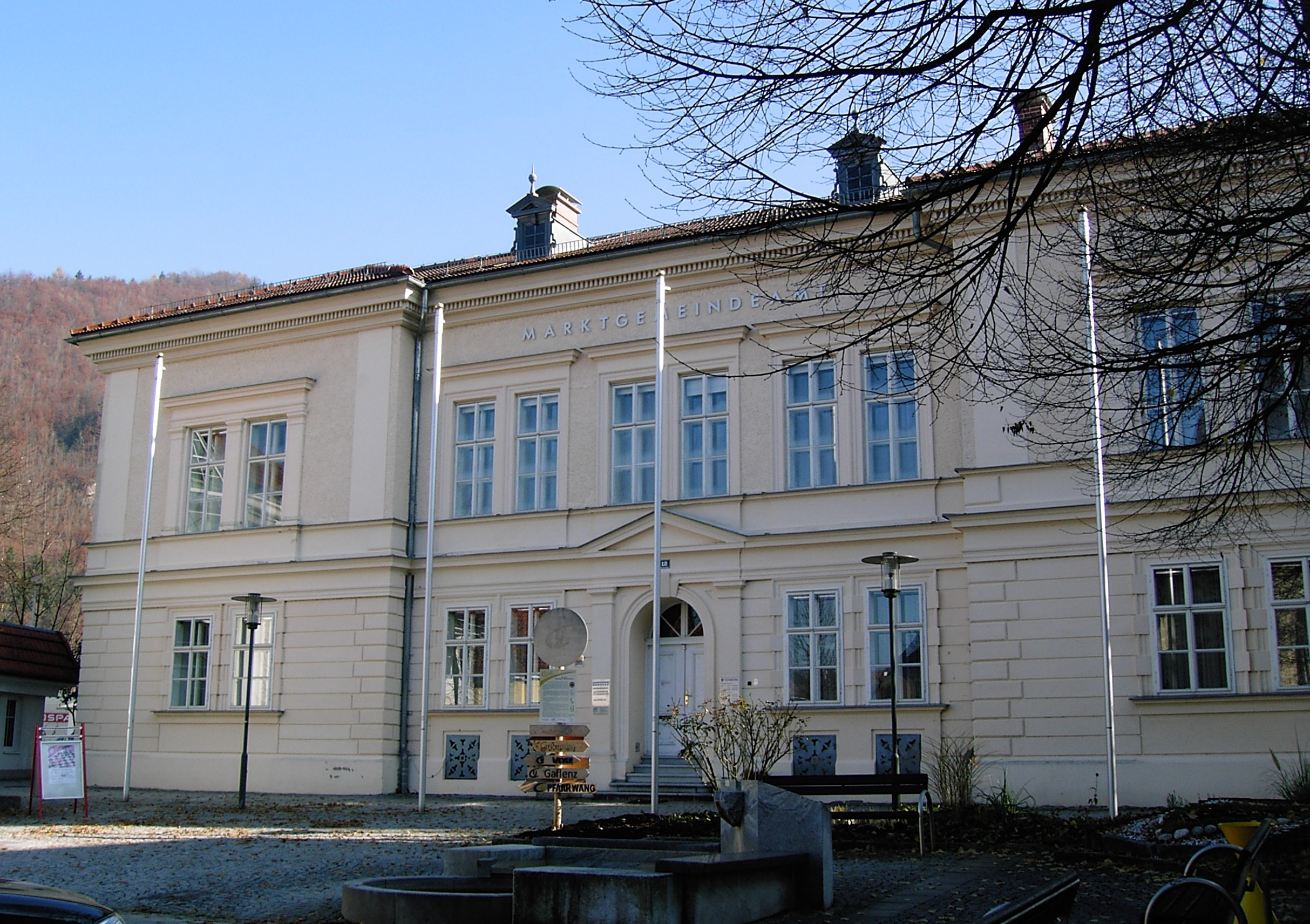
Marktgemeindeamt

- Mit den Gemeinderats- und Bürgermeisterwahlen in Oberösterreich 2003 hatte der Gemeinderat folgende Verteilung: 13 ÖVP, 9 SPÖ, 2 BPT und 1 FPÖ.[16]
- Mit den Gemeinderats- und Bürgermeisterwahlen in Oberösterreich 2009 hatte der Gemeinderat folgende Verteilung: 9 ÖVP, 9 SPÖ, 5 BZÖ, 1 FPÖ und 1 GRÜNE.[17]
- Mit den Gemeinderats- und Bürgermeisterwahlen in Oberösterreich 2015 hatte der Gemeinderat folgende Verteilung: 11 ÖVP, 10 SPÖ, 3 FPÖ und 1 GRÜNE.[18]
- Mit den Gemeinderats- und Bürgermeisterwahlen in Oberösterreich 2021 hat der Gemeinderat folgende Verteilung: 11 ÖVP, 10 SPÖ, 2 GRÜNE und 2 FPÖ.[19][20]

### Bürgermeister
Bürgermeister seit 1850 waren:
- 1850–1852 Wolfgang Forster
- 1852–1857 Franz Graf
- 1857–1859 Peter Mayer
- 1859–1861 Johann Spielhofer
- 1861–1861 Franz Stübinger
- 1861–1862 Johann Spielhofer
- 1862–1864 Franz Stübinger
- 1864–1867 Andreas Derfler
- 1867–1870 Anton Mayer
- 1870–1897 Alois Auer
- 1897–1900 Josef Rohregger
- 1900–1903 Johann Garstenauer
- 1903–1906 Josef Rohregger
- 1906–1921 Josef Großteßner-Hain
- 1921–1939 Josef Ritt
- 1939–1945 Josef Prinz
- 1945–1945 Johann Wallner
- 1945–1945 Rudolf Benigni
- 1945–1954 Johann Wallner
- 1954–1961 Franz Pöberl
- 1961–1991 Engelbert Bergher
- 1991–2003 Manfred Weber
- 2003–2009 Alois Buchberger (ÖVP)
- 2009–2021 Leopold Steindler (SPÖ)
- seit 2021 Günther Steindler (SPÖ)

### Gemeindepartnerschaften
- seit 2000 Prószków (Proskau), Polen[22]

## Söhne und Töchter der Gemeinde
- Hermann Kletzmayr (1873–1949), Gewerkschaftsfunktionär und Politiker
- Leopold Jochberger (1895–1964), Politiker der Österreichischen Volkspartei
- Karl Hackl (1933–2018), Jurist und Rechtshistoriker
- Ernst Hack (1946–1986), Ringer